# Gympie
Gympie est une ville australienne située dans la zone d'administration locale du même nom, dont elle est le siège, au Queensland.

## Géographie
La ville est située dans la région de Wide Bay-Burnett, de la partie sud-est du Queensland, à environ 170 km au nord de Brisbane. Elle est arrosée par le fleuve côtier Mary. 

## Histoire
Le nom Gympie est dérivé d'un nom aborigène pour l'arbre gympie-gympie (Dendrocnide moroides). Cet arbre présente de grandes feuilles rondes possédant des propriétés similaires aux orties. Le mot gympie se traduit littéralement par « diable ».
Originellement colonisé pour ses pâturages, le secteur devient important lorsque de l'or y est découvert en 1867 par James Nash. À cette époque, le Queensland souffre d'une grave dépression économique, et cette découverte le sauve probablement de la faillite. L'extraction de l'or joue toujours un rôle dans les fortunes de la région, avec l'agriculture (la production laitière principalement), l'exploitation du bois et le tourisme.

## Démographie
| 2011   | 2016   | 2021   |
| ------ | ------ | ------ |
| 17 285 | 18 267 | 19 435 |

## Tourisme
Le Valley Rattler (train de marchandises de la vallée) quitte la gare de Gympie les samedis et mercredis. Cette locomotive à vapeur s'arrête aux nombreuses villes forestières qui existent dans la vallée et termine son trajet à la ville d'Imbil.